# Didier Anzieu
Didier Anzieu (* 8. Juli 1923 in Melun; † 25. November 1999 in Paris) war ein französischer Psychoanalytiker, der bekannt wurde durch eine Pascal-Ausgabe; durch Arbeiten zum Psychodrama und zur Gruppendynamik; durch eine Studie über Freuds Selbstanalyse sowie durch seine Theorie des „Haut-Ich“, die die Formung des Denkens und der Persönlichkeit durch Berührungserfahrungen beschreibt. Seine kritische Distanzierung von Jacques Lacan wurde zu einer wichtigen Etappe bei der Spaltung der psychoanalytischen Schulen in Frankreich.

## Leben

### Pascal-Ausgabe. Studium
Noch als Schüler in Melun begann Anzieu mit einem seiner Lehrer, Zacharie Tourneur, an einer Neuherausgabe der Pensées Blaise Pascals zu arbeiten, die die erhaltenen Fragmente erstmals in der ursprünglichen Anordnung präsentieren sollte. Anzieu brachte die Ausgabe 1960 heraus, sie wird als Ausgabe Tourneur-Anzieu zitiert.
1945 begann Anzieu an der École normale supérieure zu studieren, wo er auch Jacques Lacan hörte. An das Philosophiestudium schloss er eins der Psychologie bei Daniel Lagache an, dessen Assistent er 1951 wurde. Anzieu forschte im Bereich der klinischen Psychologie und war rasch als Spezialist für Psychodrama und projektive Methoden anerkannt.

### Analyse bei Lacan. Die Geschichte seiner Mutter
1949 hatte er eine Psychoanalyse bei Jacques Lacan begonnen, zunächst ohne dass beide wussten, dass Lacan bereits Anzieus Mutter behandelt hatte: Er kannte sie unter ihrem Geburtsnamen Marguerite Pantaine und hatte ihren Fall seiner Dissertation von 1932, Über die paranoische Psychose und ihre Beziehungen zur Persönlichkeit, zugrunde gelegt – und dabei auch schon über Anzieu selbst geschrieben. Anzieus Mutter hatte ihn bald nach seiner Geburt verlassen, hielt aber zunächst noch Kontakt zu ihm. Jahre später wurde sie in die psychiatrische Klinik Sainte-Anne in Paris eingewiesen, in der damals auch Lacan arbeitete, nachdem sie die Schauspielerin Huguette Duflos tätlich angegriffen hatte. Nach jahrelanger psychiatrischer Unterbringung arbeitete sie 1952/53 als Haushälterin für Lacans Vater. In dieser Situation erneuerte Anzieu den Kontakt und erfuhr von ihrer Behandlung durch Lacan. Er beendete die Analyse und ging zu Lacan auf kritische Distanz.

### Universitäres und verbandspolitisches Engagement
1954 wurde Anzieu Professor für Klinische Psychologie in Straßburg. 1957 legte er seine Dissertation vor, die zwei Arbeiten Freuds Selbstanalyse und die Entdeckung der Psychoanalyse und Analytisches Psychodrama mit Kindern und Jugendlichen.
Anzieu unternahm eine zweite Psychoanalyse bei Georges Favez. Zunächst noch Mitglied der von Lacan gegründeten Societé française de Psychanalyse (SFP), trug er ab 1961 durch seine Aussagen gegen Lacan vor der International Psychoanalytical Association (IPA) dazu bei, dass der Antrag der SFP zur Wiederaufnahme in die IPA scheiterte, was 1964 mit zum Kollaps der SFP führte, und gehörte 1963 zu den Gründern der Association Psychanalytique de France, deren Vizepräsident er lange Zeit war.
1963 wurde Anzieu an die Sorbonne berufen, um von hier aus an der Gründung der Universität Paris-Nanterre im selben Jahr mitzuwirken. Er gründete deren Fakultät für Psychologie und Erziehungswissenschaften und stand ihr auch während der Turbulenzen des Mai 1968 vor, wo er sich offen und kommunikationsbereit zeigte. Unter Pseudonym verfasste er noch aus den Unruhen heraus eine Darstellung der Ereignisse, Ces idées qui ont ébranlé la France („Diese Ideen, die Frankreich erschüttert haben“).

### Forschungen. Das Haut-Ich
Nach 1972 zog sich Anzieu allmählich vom Universitätsbetrieb zurück, um sich der psychoanalytischen Forschung widmen zu können. Er untersuchte zum einen Gruppenphänomene, wozu er 1975 Le groupe et l’inconscient („Die Gruppe und das Unbewusste“) veröffentlichte. Zum anderen befasste er sich mit literarischer und künstlerischer Kreativität, dazu legte er 1975 eine Überarbeitung seines Buches über Freuds Selbstanalyse vor, 1981 Le corps de l’oeuvre („Der Körper des Werks“) und 1992 Beckett et le psychanalyste.
Sein drittes und originellstes Projekt war die Entwicklung der Theorie des Haut-Ichs, mit der er angesichts der geläufigen Rede von psychischen Inhalten die Behälter dieser Inhalte theoretisch zu fassen versuchte. In seinem 1985 veröffentlichten Buch Das Haut-Ich rezipiert er dazu Wilfred Bions Begriff des Containing und den Bindungstrieb bei John Bowlby, verweist aber auch auf Freuds frühes Konzept der Kontaktschranken und auf Paul Federns Beschreibung schwankender Ichgrenzen.
Anzieu zufolge entwickelt der Säugling – wenn er nicht vom Wunsch nach Rückkehr in den Mutterschoß überwältigt wird, was zum Autismus führt – die Phantasie einer gemeinsamen Haut mit der Mutter, eine Phantasie, die später wieder aufgelöst werden muss, eventuell in einem schmerzhaften Prozess. Vom Masochisten z. B. wird er als gewaltsames Zerreißen der gemeinsamen Haut erlebt. Anzieu unterscheidet verschiedene Funktionen der Haut: Halten, Enthalten, Reizschutz, Individuation, Integration der Sinneswahrnehmungen, Grundlage der sexuellen Erregung, libidinöse Aufladung, Eintragung von Spuren, Selbstzerstörung (diese letzte Kategorie entfernte er in der zweiten Auflage 1995 aus der Liste), sowie verschiedene Arten von Hüllen: Laut-, Wärme-, Geruchs-, Geschmacks-, Muskel-, Schmerz- und schließlich Traumhülle, denen er allen ihre jeweilige Bedeutung und ihre Pathologien zuschreibt. Schließlich sieht er in der Selbstberührung, im Sich-selbst-Spüren, die Grundlage für die Entwicklung des reflexiven Denkens.
Die Überlegungen von Das Haut-Ich fanden ihre Fortsetzung in Une peau pour les pensées („Eine Haut für die Gedanken“, 1986), L’épiderme nomade et la peau psychique („Die nomadische Epidermis und die psychische Haut“, 1990) und weiteren Werken.
Seit etwa 1990 litt Anzieu an der Parkinsonschen Krankheit.

## Schriften
- Analytisches Psychodrama mit Kindern und Jugendlichen, Paderborn: Junfermann 1984
- Freuds Selbstanalyse und die Entdeckung der Psychoanalyse, München: Verlag Internationale Psychoanalyse 1990 (Übersetzung der 3., überarbeiteten und aktualisierten frz. Ausgabe von 1988)
- Das Haut-Ich, Frankfurt: Suhrkamp 1991